# Sakały
Sakały (lit. Sakalai) – wieś na Litwie, w okręgu mariampolskim, w rejonie szakowskim.